# Watership Down (Hügel)

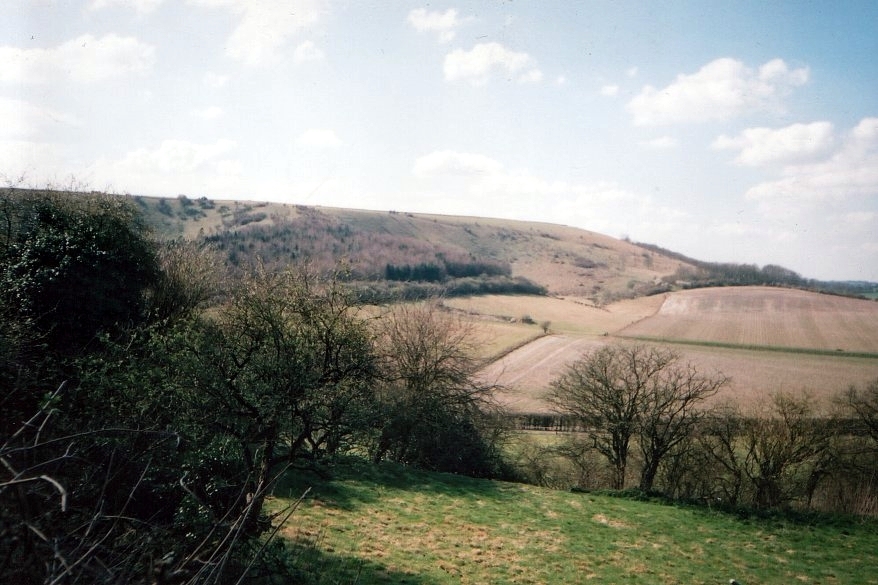
Der Watership Down, aufgenommen aus nordöstlicher Richtung am 31. März 2004

Watership Down bezeichnet mehrere Hügel bzw. die Hänge dieser Hügel in Hampshire, England. 
Die Örtlichkeit wurde weltbekannt als Handlungsort des Romans Unten am Fluss von Richard Adams. Der Autor, der seine Jugend zum Teil in der Gegend um Watership Down verbracht hatte, ließ eine Gruppe heimatloser Kaninchen ein episches Abenteuer in der Region erleben. Durch das 1972 erschienene Buch, das im englischen Original Watership Down heißt, wurde der Ort bald berühmt.
Watership Down ist ein beliebtes Ziel für Naturfreunde und Radfahrer. Die touristische Erschließung hält sich jedoch insgesamt in Grenzen, da eines der wesentlichen Themen von Adams’ Roman die Zerstörung der Natur durch den Menschen ist. Außerdem ist der größte Teil des Downs in Privatbesitz; Hauptbesitzer ist der Musical-Komponist Andrew Lloyd Webber.